# Военно-морские силы в Тихом океане
В составе Канадских вооружённых сил ВМС в Ти́хом океа́не (англ. Maritime Forces Pacific, MARPAC, фр. Forces maritimes du Pacifique) отвечают за военно-морской флот Морского командования и операции в Тихом океане. Корабли ВМС в Тихом океане можно отличить по их зелёной посадочной платформе для вертолётов, так как на кораблях ВМС на Атлантике она просто чёрная или серая.

## Учреждения ВМС в Тихом океане
Штаб ВМС в Тихом океане находится на БКВС Эскуаймолт в Эскуаймолте, около Виктории.
- ККЕВ Наден
- ОЦМО Венчур

## Корабли ВМС в Тихом океане
- ККЕВ Оттава (FFH 341)
- ККЕВ Калгари (FFH 335)
- ККЕВ Виннипег (FFH 338)
- ККЕВ Реджайна (FFH 334)
- ККЕВ Ванкувер (FFH 331)
- ККЕВ Алгонкин (DDH 283)
- ККЕВ Протектёр (AOR 509)
- ККЕВ Брандон (MM 710)
- ККЕВ Эдмонтон (MM 703)
- ККЕВ Нанаймо (MM 702)
- ККЕВ Саскатун (MM 709)
- ККЕВ Уайтхорс (MM 705)
- ККЕВ Йеллоунайф (MM 706)
- ККЕВ Виктория (SSK 876)